# Ussuriana
Ussuriana is een geslacht van vlinders van de familie Lycaenidae, uit de onderfamilie Theclinae.

## Soorten
- U. michaelis (Oberthür, 1881)
- U. stygiana (Butler, 1881)